# Banksia littoralis
Espèce
Classification phylogénétique
Pungura, Banksia des marais de l'ouest
Le banksia des marais, banksia des marais de l'ouest ou pungura (Banksia littoralis), est une espèce d'arbre de la famille des Proteaceae originaire du sud-ouest de l'Australie-Occidentale.
On le trouve depuis le sud-est de la zone métropolitaine de Perth(31,6 ° S) à la chaîne de Stirling (environ 34° S) et Albany(35° S). Il est souvent confondu avec le banksia des rivières (Banksia seminuda), avec lequel il partage de nombreuses caractéristiques.

## Description
Le banksia des marais mesure jusqu'à 20 mètres de haut avec un tronc noueux couvert d'une écorce rugueuse et friable grise. La floraison a lieu entre la fin de l'été et la fin de l'hiver. Souvent, en partie cachées par le feuillage, les fleurs jaunes pointent leur épi qui peut mesurer jusqu'à 200 mm de long et 70 mm de large et posséder plus de 1000 fleurs. Les fruits, des cônes, peuvent rester sur les arbres pendant de nombreuses années après la chute des fleurs. Les feuilles font entre 100 mm et 200 mm de long et les folioles ont des dents de plus en plus grandes vers la fin de l'axe.

## Habitat
Le banksia des marais pousse dans les lieux très humides comme les tourbières, les dépressions sablonneuses et les marécages, des bois des zones côtières et des landes.

## Culture
Banksia littoralis est relativement facile à cultiver. Il est moins sensible à la pourriture de la racine (Phytophthora cinnamomi) que d'autres banksias de la région.

## Sources
- (en) Cet article est partiellement ou en totalité issu de l’article de Wikipédia en anglais intitulé « Banksia littoralis » (voir la liste des auteurs).